# Nguyễn Thị Sáng
Nguyễn Thị Sáng (sinh 1967) là đại biểu Quốc hội Việt Nam khóa 12, thuộc đoàn đại biểu Tiền Giang.